# Антониу, Тете
Тете Антониу (порт. Tete António; 22 января 1955, Бембе, заморская провинция Португалии (ныне провинции Уиже) – ангольский политический и государственный деятель, экономист, дипломат, министр иностранных дел Анголы с 2020 года.
С 1979 по 1982 год обучался на экономическом факультете Университета Агостиньо Нето. Во время учёбы стал сотрудником Министерства внешней торговли Луанды. Работал в государственной компании Central Angolana de Importação.
Отправился в СССР, где получил степень магистра международных экономических отношений в 1988 году в киевский университет|Киевском университете]]. По возвращении на родину до 1992 года работал доцентом на экономическом факультете Университета Агостиньо Нето. 
Позже – на дипломатической работе. До 1997 года работал в посольстве Республики Ангола в Эфиопии и в Постоянном представительстве при Африканском союзе(Аддис-Абеба .
В 1996 году изучал менеджмент, разрешение международных конфликтов и посредничество в Центре Джимми Картера в США.
В 1997-1999 годах – наблюдатель от Африканского союза в миссии ООН по проведению референдума в Западной Сахаре. По возвращении в Анголу, до 2002 года работал директором канцелярии заместителя министра иностранных дел. 
С 2002 по 2009 год работал заместителем представителя Постоянного представительства Республики Ангола при Организации Объединенных Наций. 
В 2005 году изучал дипломатию в Колумбийском университете (США) и в Университете Нью-Йорка.
В ноябре 2009 г. стал постоянным наблюдателем Африканского союза в Организации Объединенных Наций и занимал эту должность до 2017 года , когда был назначен государственным секретарём по иностранным делам в Луанде, оставаясь на этом посту до 2019 года.
24 августа 2000 года занял пост Министра иностранных дел Анголы.